# Stictoleptura maculicornis
Stictoleptura maculicornis is een keversoort uit de familie van de boktorren (Cerambycidae). De wetenschappelijke naam van de soort werd voor het eerst geldig gepubliceerd in 1775 door Charles De Geer.